# Суурсілм
Су́урсілм (ест. Suursilm) — природне озеро в Естонії, у волості Ляене-Сааре повіту Сааремаа.

## Розташування
Суурсілм належить до Західно-острівного суббасейну Західноестонського басейну.
Озеро лежить на півострові Кууснимме, на північний захід від села Кууснимме.
Акваторія водойми входить до складу національного парку  Вільсанді.

## Опис
Загальна площа озера становить 17,3 га. Довжина — 800 м, ширина — 400 м. Найбільша глибина — 1 м, середня глибина — 0,5 м. Довжина берегової лінії — 2 054 м. Площа водозбору — 1,2 км².
Суурсілм — прибережне галотрофне озеро.